# Hosté Večeře Páně
Hosté Večeře Páně (ve švédském originále Nattvardsgästerna) je název autorského existenciálně laděného filmu režiséra Ingmara Bergmana z roku 1963. Drama rozebírá melancholické stavy vyvolané neschopností nalezení a naplňování smyslu a hodnoty života, vnitřní vyčerpání a prázdnotu, prožíváním skrytosti Boha atd., které jsou umocňovány depresivní roční dobou (odtud anglický název Zimní světlo). Detailní rozsáhlé zobrazování liturgie Švédské státní církve naznačuje, že sama institucionalizovaná víra není schopna zajistit vědomí Boží přítomnost a ani nedává sílu snášet nejistotu lidské existence. Bergman se rovněž zabývá partnerskými vztahy, což je ostatně jedno z hlavních témat jeho tvorby (Hodina vlků, Náruživost, Scény z manželského života…).
Logika dynamiky těchto vztahů se zde podřizuje tezi, že:
- muži intenzivně prožívají existenciální problémy, které nejsou schopni nijak řešit a které je postupně pohlcují a paralyzují,
- ženy se naopak soustředí na nalezení smyslu života v hodnotě mezilidských vztahů, rozvoje intimního soužití a citů „obyčejného“ života. Tyto aktivity existenciální problémy z části vytěsňují a z části i řeší.

## Děj
Karin Persson (Gunnel Lindblom) se po skončení bohoslužby obrátí na faráře Tomase Ericssona (Gunnar Björnstrand) s prosbou o duchovní konzultaci pro svého manžela Jonase (Max von Sydow), který je rozhodnut skoncovat se životem. Přes odpor Kariina manžela nakonec k této konzultaci dochází. Navzdory Jonasově neochotě a nedůvěře z komunikace vyplývá, že prochází hlubokou vnitřní krizí. Farář místo duchovní útěchy se Jonasovi svěří, že prožívá obdobnou krizi, a že ztrácí víru v Boha. Krátce po této neúspěšné intervenci Jonas sebevraždu úspěšně dokoná. Tím se ještě více prohloubí Tomasova úzkost a sebepochybnosti. Po celou dobu farářova přítelkyně Märta Lundberg (Ingrid Thulin) intenzivně usiluje o jeho citové vzplanutí. Tomas je však beznadějně ponořen do svých problémů. Ač byl již dříve ženatý, nyní již není schopen navazovat skutečné mezilidské vztahy, a na návrhy Märty reaguje podrážděně. Nakonec trpělivou Märtu výslovně odmítne. Přes nezájem farníků dál Tomas svědomitě vykonává své pracovní povinnosti. Podrobně zobrazená mše na konci filmu se vzhledem ke kontextu jeví již jako pouhý formalismus.

## Význam filmu
Bergmanova díla z let 1962 a 1963 (Hosté Večeře Páně a Mlčení) představují přelom v jeho tvorbě. Hosté večeře páně měly značný vliv na vývoj světové kinematografie. Například, režisér Andrej Tarkovskij se zjevně tímto filmem často inspiroval (naprosto evidentní v Oběti).